# Pośrednia Turnia (Rzędkowice)

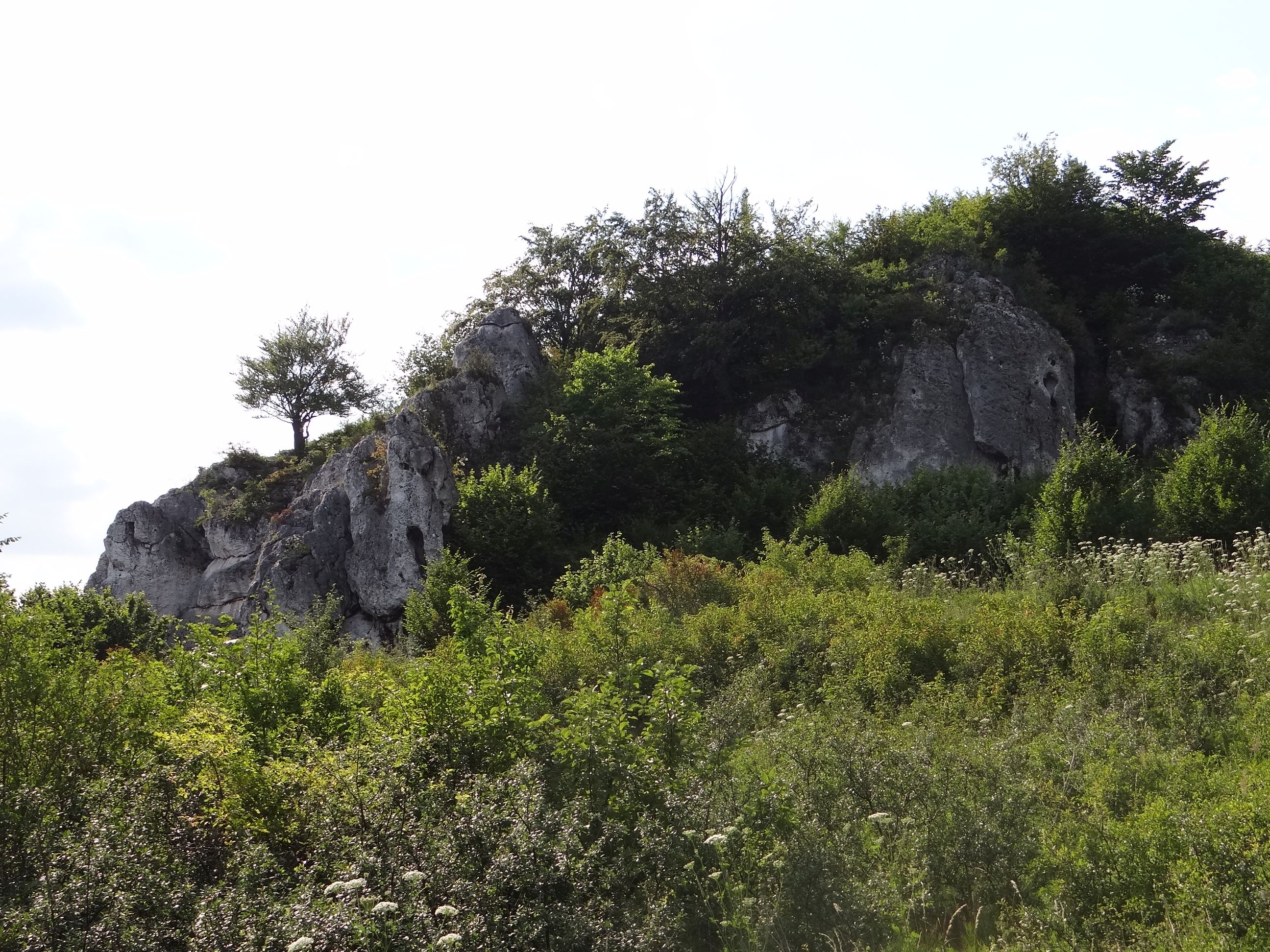
Sektor Turni Kursantów od wschodu

Pośrednia Turnia – turnia na Wyżynie Częstochowskiej w miejscowości Rzędkowice w województwie śląskim, w powiecie zawierciańskim, w gminie Włodowice. Należy do tzw. Skał Rzędkowickich. Przez wspinaczy skalnych zaliczana jest do Sektora Turni Kursantów i znajduje się w jego środkowej części.
Znajduje się na terenie zarastającym drzewami i krzewami. Występują w niej takie formacje skalne, jak: rysa, komin i nyża. Ściany wspinaczkowe połogie, pionowe o wystawie zachodniej i wschodniej. Wspinacze skalni poprowadzili na nich 9 dróg wspinaczkowych o stopniu trudności od III+– do VI+ w skali Kurtyki. Są częściowo obite ringami (r) i stanowiskami zjazdowymi (st).
1. Oringowana czwórka; 6r + st, IV+, 12 m
2. Bez nazwy; 1r V, 12 m
3. Zacięcie; III+, 11 m
4. Ufoki; 5r + st, V+, 12 m
5. Waka waka eh eh; 4r + st, VI+, 2011 12 m
6. Czarny komin; IV+, 12 m
7. Czarny komin wprost; V+, 12 m
8. Proste nietrzymanie; 4r + st, V+, 12 m
9. Lanos ci śmierdzi; 4r + st, V, 12 m[2].